# Antigua Línea 10 (TUVISA)
La antigua línea 10 de TUVISA de Vitoria unía mediante el centro de la ciudad el pueblo de Asteguieta con el barrio de Errekaleor.

## Características
Esta línea conectaba pasando por el centro de Vitoria el pueblo de Asteguieta y el barrio de Errekaleor, dando servicio también al de San Martín. Con frecuencias más reducidas, daba servicio al pueblo de Arechavaleta.
La línea dejó de estar en funcionamiento a finales de octubre de 2009, como todas las demás antiguas líneas de TUVISA, cuándo el mapa de transporte urbano en la ciudad fue modificado completamente.
Está fue la línea de la antigua red de Tuvisa con el mayor número de paradas, superando con creces los más de 50 apeaderos en ambos sentidos de la línea.

### Frecuencias
| de lunes a viernes laborables |        |
| de 7:00 a 21:30               | 30 min |
| 22:00 Hasta Catedral          |        |
| sábados laborables            |        |
| de 7:00 a 15:00               | 30 min |
| de 15:00 a 22:40              | 40 min |
| 23:20 Hasta Catedral          |        |
| domingos y festivos           |        |
| de 8:20 a 21:40               | 40 min |
| 22:20 Hasta Catedral          |        |

| de lunes a viernes laborables |        |
| de 7:15 a 22:15               | 30 min |
| sábados laborables            |        |
| de 7:15 a 15:00               | 30 min |
| de 15:00 a 23:20              | 40 min |
| domingos y festivos           |        |
| de 8:20 a 21:40               | 40 min |

| de lunes a viernes laborables                                |
| 8:55, 10:55, 12:55, 14:25, 15:55, 17:55, 18:55, 20:25, 21:55 |
| sábados laborables                                           |
| 9:20, 10:40, 12:40, 14:40, 16:00, 18:40, 20:40, 22:00        |
| domingos y festivos                                          |
| 9:20, 10:40, 12:40, 14:40, 16:00, 18:40, 20:40, 22:00        |

## Recorrido
La Línea comenzaba su recorrido en el pueblo de Asteguieta, para coger la Avenida de los Huetos, y después Beato Tomás de Zumárraga y Pedro Asúa. En Adriano VI, giaraba a la derecha por Bustunzuri y después a la izquierda por Pintor Díaz Olano, y de nuevo a la izquierda por Abendaño. De nuevo por Adriano VI, pasaba por las Calles Magdalena, Prado, Plaza de la Virgen Blanca, Mateo Moraza y Olaguíbel. Girando a la derecha, entraba a la Calle Paz, la que tras un giro a la izquierda por Canciller Ayala, abandonaba. Tras un rápido giro a la derecha, pasaba por Angulema, el Puente de san Cristóbal y Comandante Izarduy. Tras un giro a izquierdas entraba a Paseo de la Zumaquera, que abandonaba por la izquierda por la Calle Adurza. Giaraba a la derecha por Heraclio Fournier, hasta llegar a Venta de La Estrella y llegar a Errekaleor donde se encontraba la parada de regulación horaria.
Tras retomar el recorrido y un cambio de sentido, accedía a la Calle Venta la Estrella primero y Paseo de la Zumaquera después. Girando a la derecha pasaba por la Calle Comandante Izarduy, y después por Nieves Cano, Castro Urdiales, puente de las trianas y Los Herrán, que abandonaba por la izquierda por Jesús Guridi, Independencia, General Álava, Becerro de Bengoa, Monseñor Estenaga, Mikaela Portilla y Pintor Teodoro Dublang. Giraba a la derecha por Pintor Juan Ángel Sáez, para después torcer a la izquierda por Pintor Díaz de Olano. Tras un nuevo giro a la izquierda por Bustunzuri y un giro a derecha, retornaba a la Calle Pintor Teodoro Dublang, que le llevaba hasta Pedro Asúa. Con un giro a la izquierda, llegaba primero a Beato Tomás de Zumárraga y después a la Avenida de los Huetos, la que abandonaba por la Calle Sansomendi y Paula Montal y tras un breve paso por Antonio Machado, giraba a la derecha por Urartea. Girando a la izquierda, entraba a la Calle Alibarra, hasta girar a la izquierda por Becolarra. Con un giro a la derecha, volvía a la Avenida de los Huetos. Realizaba un cambio de sentido llegaba a Asteguieta, punto inicial de la línea.

## Paradas
| KBHFa |

| hKRZWae |

| HST |

| HST |

| HST |

| HST |

| HST |

| HST |

| STRo |

| HST |

| HST |

| HST |

| HST |

| HST |

| HST |

| HST |

| HST |

| HST |

| HST |

| STRo |

| HST |

| HST |

| HST |

| HST |

| HST |

| HST |

| HST |

| HST |

| BHF |

| HST |

| HST |

| HST |

| HST |

| HST |

| HST |

| HST |

| STRo |

| HST |

| HST |

| HST |

| HST |

| HST |

| HST |

| HST |

| HST |

| STRo |

| HST |

| HST |

| HST |

| HST |

| HST |

| HST |

| HST |

| HST |

| HST |

| HST |

| HST |

| HST |

| HST |

| hKRZWae |

| KBHFe |

| KBHFa |

| hKRZWae |

| HST |

| HST |

| HST |

| HST |

| HST |

| HST |

| STRo |

| HST |

| HST |

| HST |

| HST |

| HST |

| HST |

| HST |

| HST |

| HST |

| HST |

| STRo |

| HST |

| HST |

| HST |

| HST |

| HST |

| HST |

| HST |

| HST |

| BHF |

| HST |

| HST |

| HST |

| HST |

| HST |

| HST |

| HST |

| STRo |

| HST |

| HST |

| HST |

| HST |

| HST |

| HST |

| HST |

| HST |

| STRo |

| HST |

| HST |

| HST |

| HST |

| HST |

| HST |

| HST |

| HST |

| HST |

| HST |

| HST |

| HST |

| HST |

| hKRZWae |

| KBHFe |

| KBHFa |

| hKRZWae |

| HST |

| HST |

| HST |

| HST |

| HST |

| HST |

| STRo |

| HST |

| HST |

| HST |

| HST |

| HST |

| HST |

| HST |

| HST |

| HST |

| HST |

| STRo |

| HST |

| HST |

| HST |

| HST |

| HST |

| HST |

| HST |

| HST |

| BHF |

| HST |

| HST |

| HST |

| HST |

| HST |

| HST |

| HST |

| STRo |

| HST |

| HST |

| HST |

| HST |

| HST |

| HST |

| HST |

| HST |

| STRo |

| HST |

| HST |

| HST |

| HST |

| HST |

| HST |

| HST |

| HST |

| HST |

| HST |

| HST |

| HST |

| HST |

| hKRZWae |

| KBHFe |

| KBHFa |

| hKRZWae |

| HST |

| HST |

| HST |

| HST |

| HST |

| HST |

| STRo |

| HST |

| HST |

| HST |

| HST |

| HST |

| HST |

| HST |

| HST |

| HST |

| HST |

| STRo |

| HST |

| HST |

| HST |

| HST |

| HST |

| HST |

| HST |

| HST |

| BHF |

| HST |

| HST |

| HST |

| HST |

| HST |

| HST |

| HST |

| STRo |

| HST |

| HST |

| HST |

| HST |

| HST |

| HST |

| HST |

| HST |

| STRo |

| HST |

| HST |

| HST |

| HST |

| HST |

| HST |

| HST |

| HST |

| HST |

| HST |

| HST |

| HST |

| HST |

| hKRZWae |

| KBHFe |